# Thankgod Amaefule
Thankgod Amaefule (ur. 16 grudnia 1984 w Port Harcourt) – nigeryjski piłkarz, grający na pozycji prawoskrzydłowego bądź napastnika.
Latem 2007 roku po okresie gry w Polsce i Grecji został zawodnikiem Dolphins FC. Pod koniec 2008 roku został wykluczony z zespołu z powodu niesubordynacji i podżegania do braku jedności. Następnie przeniósł się do lokalnego rywala, Sharks FC. 3 marca 2010 roku zadebiutował w reprezentacji Nigerii w meczu przeciwko reprezentacji DR Konga.